# F-1 (Handgranate)

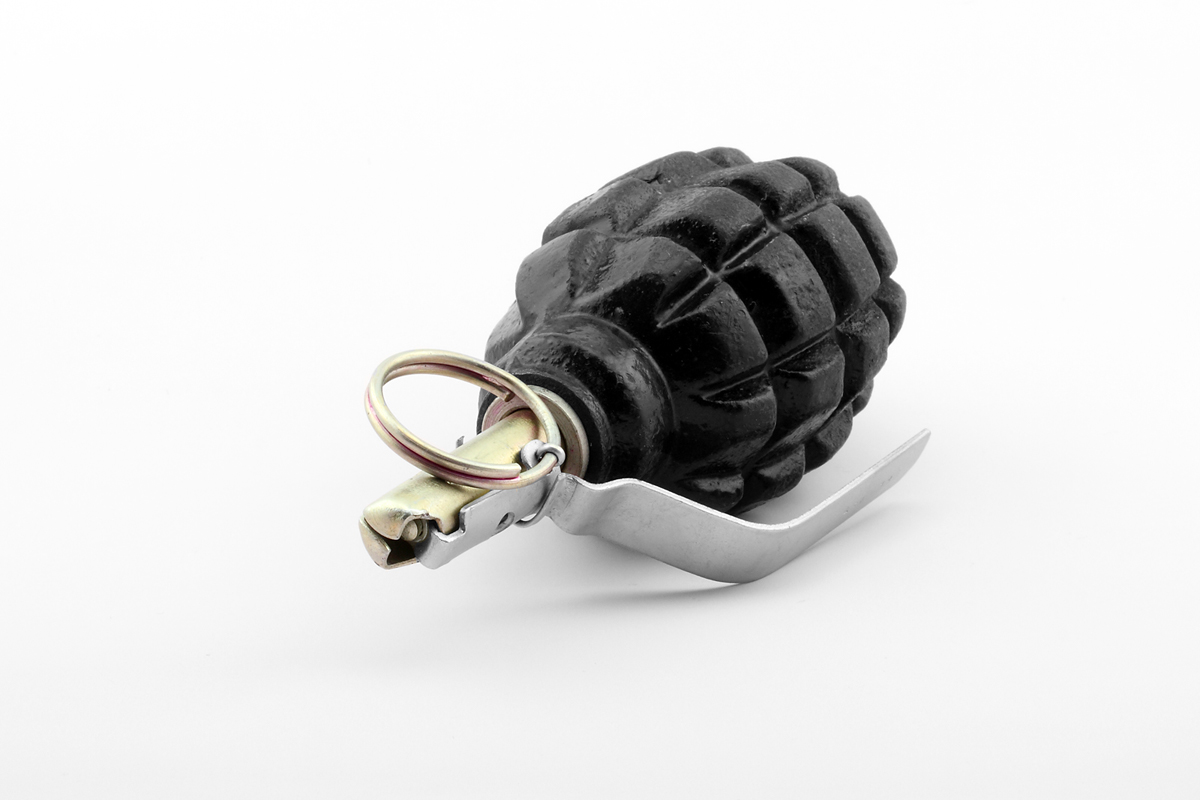
F-1 (Handgranate)

Die F-1 (GRAU-Index 57-G-721) ist eine sowjetische Handgranate.

## Geschichte
Gegen Ende des Ersten Weltkriegs im beginnenden Russischen Bürgerkrieg lieferte Frankreich die Splitterhandgranate F-1 an die Weiße Armee. Die Waffe wurde später in der Sowjetunion kopiert.
Die Handgranate wurde von den Soldaten scherzhaft Limonka, d. h. „kleine Zitrone“, genannt. F. W. Koweschnikow verbesserte 1926 den Zünder. 1939 vereinfachte der Ingenieur F. I. Chrameew den Granatenkörper, der nun aus Halbstahl anstatt Gusseisen hergestellt wurde. Auch verfügte die Granate nicht mehr über die Öffnung zum Einfüllen des Sprengstoffs im Boden. 1941 wurde der von E. M. Winzenzi und A. A. Bednjakow entwickelte USRG-Zünder eingeführt. Er war einfach und zuverlässig. 1955 wurde der Zünder als USRGM modernisiert; für den Verzögerungssatz wurde kein Schwarzpulver mehr verwendet. Bei dem noch später eingeführten Zünder USRGM-2 wurde ein anderer, stabiler brennender Verzögerungssatz eingesetzt.
Die F-1 wurde während des Zweiten Weltkrieges bei der Roten Armee vielfach eingesetzt und war mehrere Jahrzehnte lang Teil der Ausrüstung der sowjetischen Streitkräfte sowie der Armeen anderer Staaten des Warschauer Paktes, darunter der Nationalen Volksarmee der DDR. Die F-1 wird heute nicht mehr produziert und bei den russischen Streitkräften durch modernere und leichtere Modelle wie die RGO und RGN ersetzt. Wie viele andere russische Rüstungsgüter ist sie aber weltweit noch in großen Mengen vorzufinden, insbesondere in arabischen und afrikanischen Staaten.

## Technik
Die F-1 ist eine defensive Handgranate und für den Einsatz aus der Deckung heraus vorgesehen, wie zum Beispiel aus Schützengräben, Unterständen oder gepanzerten Fahrzeugen. Der effektive tödliche Splitterradius beträgt etwa 20 m, einzelne Teile der Granate können jedoch noch in Entfernungen bis zu 200 m tödlich wirken. Der gusseiserne Körper der Granate ist durch tiefe Rillen vorfragmentiert; er zerfällt bei der Detonation in bis zu 300 Splitter. Der herausschraubbare Standard-Zünder vom Typ USRGM ist auch in anderen Handgranatentypen wie zum Beispiel der RGD-5 einsetzbar.

## Verwendung in der Ausbildung
Die Körper dieser Handgranate wurden in sehr großer Zahl (rot lackiert und als Wurfgerät bezeichnet) in der DDR zur Ausbildung eingesetzt, zum Beispiel im Schulsport, aber auch bei diversen Sportvereinen und Leichtathletikturnieren. Im Schulsport begannen die Kinder zunächst mit dem sogenannten Schlagball, wechselten dann in den höheren Klassenstufen zur F-1. Dabei ging es um Zielwurf und vor allem Weitwurf.